# Melanogryllus desertus
Melanogryllus desertus is een rechtvleugelig insect uit de familie krekels (Gryllidae). De wetenschappelijke naam van deze soort is voor het eerst geldig gepubliceerd in 1771 door Pallas.